# Hercostomus binotatus
Hercostomus binotatus är en tvåvingeart som beskrevs av Meijere 1916. Hercostomus binotatus ingår i släktet Hercostomus och familjen styltflugor. Inga underarter finns listade i Catalogue of Life.